# Acido isetionico
L'acido isetionico, nome IUPAC acido 2-idrossietansolfonico, è un acido solfonico contenente un gruppo idrossilico in posizione beta. La sua scoperta è stata attribuita a Heinrich Gustav Magnus, il quale fu il primo a sintetizzare il composto nel 1833 facendo reagire il triossido di zolfo con l'etanolo.
È un solido solubile in acqua che trova principalmente un utilizzo industriale nella produzione di tensioattivi biodegradabili, in galvanostegia (ad esempio nel rivestimento dei metalli con lo stagno), nella fabbricazione di inchiostri e resine, come catalizzatore acido e come intermedio di sintesi nell'industria farmaceutica. L'acido isetionico è noto inoltre per essere un precursore della taurina.

## Biologia
L'esistenza di un'affinità tra la struttura chimica della taurina e quella dell'acido isetionico venne indagata dapprima da Strecker e in seguito da Gibbs, i quali dimostrarono che i due composti erano chimicamente interconvertibili.
Negli organismi viventi, in base agli studi scientifici condotti, si ipotizza che l'acido isetionico sia prodotto in piccole quantità dal metabolismo della taurina dopo deamminazione. Questa conversione è stata dimostrata analizzando campioni di cuore di cane e cervello di ratto; la presenza di acido isetionico è stata riscontrata anche nelle urine umane. Grandi concentrazioni dell'anione isetionato sono state trovate nell'assoplasma del calamaro gigante e si ritiene che la sostanza sia in grado di agire sul potenziale di membrana.

## Sintesi
I moderni metodi di sintesi utilizzano più comunemente la reazione tra l'ossido di etilene e una soluzione acquosa di bisolfito di sodio, l'ossidazione del 2-mercaptoetanolo con perossido d'idrogeno, oppure l'idrolisi del carbilsolfato. Il carbilsolfato, ottenuto facendo reagire il triossido di zolfo con l'etilene, subisce dapprima l'apertura dell'anello formando l'acido etionico, e infine si ha la produzione di acido isetionico e di acido solforico:

## Utilizzo
Grazie alla sua elevata polarità, unita alla solubilità dei suoi sali con i metalli alcalini, l'acido isetionico può essere impiegato nella produzione di tensioattivi anionici biodegradabili. A tal fine si procede normalmente alla sua esterificazione con un acido grasso C8 – C18 in presenza di catalizzatore acido:
Questa classe di surfattanti ha dimostrato di possedere un minore potere irritante delle pelle in confronto a composti simili, quali il laurilsolfato di sodio, usati nelle formulazioni cosmetiche.
L'amminazione ad alta pressione dell'acido isetionico viene sfruttata per la sintesi industriale della taurina, destinata al mercato alimentare, di bevande tipiche e integratori. L'acido isetionico è presente anche come controione in alcune preparazioni farmaceutiche, come nel caso degli antimicrobici esamidina e pentamidina.